# Fulvosav

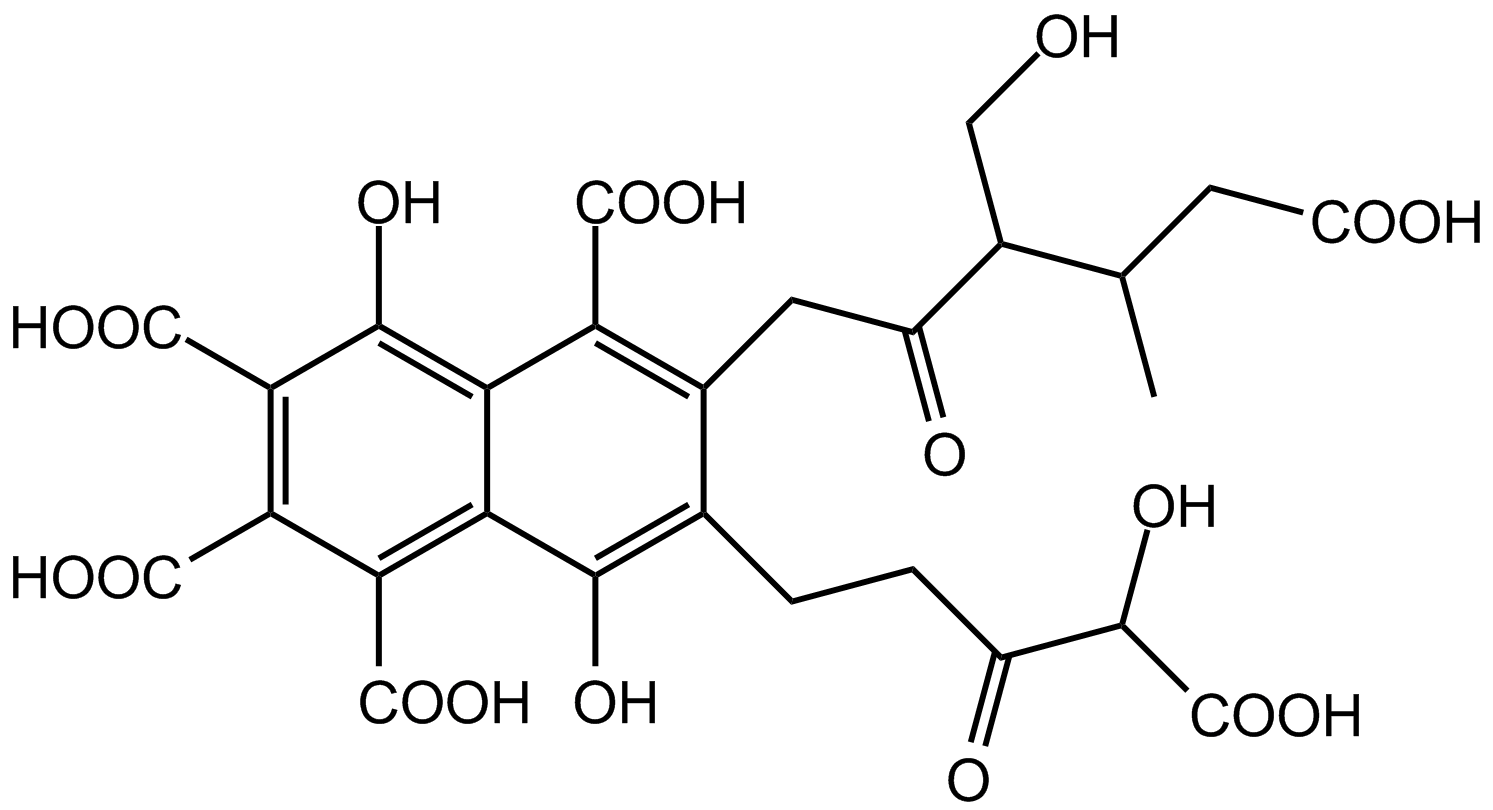
Egy tipikus fulvosav szerkezeti képlete

A fulvosavak a növényi és állati sejtek különböző baktériumok által, különböző környezetben lebontott molekulacsaládjának összefoglaló elnevezése. A fulvosavak minden élő anyag aerob bomlásakor képződő, legalább három megfelelő mikroba faj egymást követő generációi által kiválasztott, látszólag örök életű, élő szervezetek számára védő hatású fitokemikáliák. A fulvosavak a földi körülmények között kialakuló bonyolult szerkezetű, a humifikálódás során többször is változó, tulajdonságaikat kivételesen változtatni, módosítani képes természetes szerves molekulacsalád. A fulvosavak gyakorlatilag minden más szervetlen és szerves anyaggal reagálni képes, kis molekulasúlyú, vízben, és bármilyen pH értékű savakban és lúgokban is oldódó, bioaktív, sárga színű szerves molekulák.
A mikroorganizmusok a talajtulajdonságokat befolyásoló és a számukra táplálékul szolgáló nagy molekulasúlyú humuszanyagokat nagy energiatartalmú kisebb molekulájú fulvósavakra bontják. A humuszanyagoknál kisebb molekulasúlyú fulvosavak a növények biokémiai folyamataiban vesznek részt, a növények anyagcsere folyamatait szabályozzák. Humuszanyagok és fulvosav nélkül nem lenne élet.
A fulvosavak ásványokat szintetizálnak, stimulálják a sejtnövekedést és osztódást, a csírázást és szabályozzák a talaj pH-értékét és a sejtmembránok áteresztőképességét, a növény légzését, támogatják a klorofillszintézist, a gyökerek növekedését és a keringési rendszert, növelik a terméshozamot, csökkentik a növényi stresszt és a hervadást. A fulvosavak javítják a növény szárazságtűrő képességét és ellenállóvá teszik a növényeket a rovarfertőzésekkel szemben, méregtelenítenek, semlegesítik a mérgező gyomirtó és növényvédő szereket.